# メルヴィンズ
メルヴィンズ (Melvins)は、アメリカ合衆国出身のロックバンド。基本的にトリオ編成で活動しているが、2006年から2016年までは2人のドラマーを擁する4ピース・バンドとして活動。また、ライブでは時折、サイド・ギタリストを迎え入れる。
バンド名はメンバーのバズ・オズボーンが従業員として働いていたモンテサノ市にある「Thriftway」というスーパーのスーパーヴァイザーだったメルヴィン (Melvin）氏に由来。この人物は他の従業員から非常に軽蔑されていたため、メンバーも程よく馬鹿げた名前になると感じ取り、バンド名に採用した。

## 来歴
メルヴィンズは1980年初頭、オズボーン、マット・ルーキン、マイク・ディラードの3人が通っていたワシントン州モンテサノ市にある高校で結成された。結成当初はザ・フーやジミ・ヘンドリックスのカヴァーをしており、次第に高速なハードコア・パンクを演奏し始めるようになる。ディラードの脱退後、デイル・クローヴァーが参加した際に、バンドは練習の場をワシントン州アバディーン市にあるクローヴァーの実家の奥の部屋に移した。その後すぐに、彼らは他の誰よりも遅くて"重い"曲を演奏し始めた。
1986年、全6曲を収録したEP盤「6 SONGS」をリリース。この作品は再発の度に曲数が追加されていき、最終的には全26曲となった。同年、彼らにとって初めてのフルアルバムとなる『Gluey Porch Treatments』をリリース。当時は、ハードコア要素の強い楽曲が目立ち、曲のほとんどは演奏時間が短めであり、現在のテンポの遅い、重めなサウンドの楽曲は比較的少なかった。
1987年、ルーキンが方向性の違いにより、バンドから離脱。ルーキンの脱退後の翌年、2人は活動拠点地をカリフォルニア州サンフランシスコに移す。
引っ越した際に知り合った、女性ミュージシャン、ロリー・ブラックを新しいベーシストに迎え、アルバム『Ozma』をレコーディングし、リリースする。彼女の在籍時より、現在のスラッジな作風が徐々に確立され、1991年にリリースされたアルバム『Bullhead』では、「Boris」など重々しい作風の楽曲が収録され、演奏時間の長い楽曲も多くなった。ちなみに、同アルバムはファンからの評判が高く、バンドのなかでも代表傑作であるという評価も多い。他にもEPやライブ・アルバムなど数枚ほど制作するも、ロリーが一身上の都合により離脱。新たなメンバーとして、長年バンドの大ファンだった元アースのジョー・プレストンが加入するも、音楽性の違いから、長くは在籍しなかった。
その後、1993年にメジャー・デビューするまでロリーが復帰した。同年、アトランティック・レコードと契約を交わすことに成功し、アルバム『フーディーニ』を同レーベルよりリリース。メジャーデビューを果たした。デイルが参加したことのあるバンド「ニルヴァーナ」のギタリスト、ボーカリストで、メルヴィンズとは私生活上関係の深かったカート・コバーンが、アルバムの数曲をプロデュースし、収録曲の「Sky Pup」でギタリストとして参加、「Spread Eagle Beagle」ではパーカッションを演奏した。その直後、ロリーが技術上の問題からバンドを解雇される。バズはその理由に関して「彼女は勤労意欲に欠けていた」とだけ述べ、インタビューでは明確な答えを出していないが、実際にはロリーのヘロイン中毒の症状が悪化して音楽活動に支障をきたしていたためである。バズは、お金ばかりかかったと評し、このアルバムの出来に対しては不満を持っている。しかし、現在でもファンから評判の高いアルバムの一つとなっている。
脱退したロリーの代わりに、バズとデイルから依頼され『Gluey Porch Treatments』のリリース元の代表者だった音楽プロデューサー兼ミュージシャンであるマーク・デュートロムが加入する。彼自身は『Houdini』のレコーディングには参加していないものの、収録曲「Lizzy」や「Honey Bucket」のPVにおいてベースを演奏している姿が確認できる。その後、1994年に『ストーナー・ウィッチ』を発表。通常のオルタナティヴ・ロックとは異なったヘヴィな作風を目指すも、前作ほどヒットしなかった。ちなみに、同アルバムより、バズの配偶者であるマッキーがアートワークを担当するようになる。そのため、1996年に発表したアルバム『スタッグ』を持って、アトランティック・レコードとの契約を終了した。その後も、インディーズでバンドは継続的に活動したが、1998年に、デュートロムがソロ活動に専念したいという意向と、住居上の問題から、バンド活動との両立が困難になったことで脱退した。
後任として、オーディションの結果、元カウズのベーシストであるケヴィン・ラトマニスがバンドに加わる。同時に、友人を通して知り合ったマイク・パットンの設立したレーベル「イピキャック・レコーディングス」に移籍。これに伴い、ロサンゼルスを活動の拠点地に移した。花の写真をジャケットに採用した3枚のアルバム『The Maggot』、『The Bootlicker』、『The Crybaby』をリリース。作風の違いによって、三枚のアルバムに分けて収録した。それぞれ、歪んだギターの音色を特徴とするヘヴィな作風の楽曲、アコースティックな音色を用いた楽曲、他のアーティストとのコラボレーション楽曲が中心になっている。同時に、バズがファントマスのメンバーとしての活動も開始。ケヴィンの演奏技術は、メンバーのみならずファンからも好評だった。しかし、活動の途中からライブの出演を直前にキャンセルすることが多くなり、代役のベーシストが参加するようになる。その後、2005年初夏をもってバンドから脱退。
2006年、2ピース・バンドとして活動しているビッグ・ビジネスのジャレド・ウォーレン、コーディー・ウィリスの2人を迎え、これまでの3ピース体制から、ツイン・ドラム形式の4ピースバンドとして活動を開始。当初は、ジャレッドのみを採用する予定だったが、コーディーの演奏を見た2人が、その実力に惚れ込みそのまま2人とも招き入れることとなった。これにより、力強いドラムサウンドや、メンバー全員による歌唱（メイン・ボーカルをバズが、コーラスを他の三人が担当する）を特徴とするようになる。以降は、この編成で活動を続けることになる。
2012年より、バズとデイルが、ベーシストのトレヴァー・ダン（ミスターバングル、トマホーク他）と共同で、「メルヴィンズ・ライト」としての活動も開始。ジャレッドとコーディが加わる以前と同じく3ピース体制となっている。トレヴァーは、バズの参加しているサイドプロジェクト「ファントマス」のバンドメイトであり、過去のライブの際にもサポートメンバーとして時折参加していた。ただし、このプロジェクトの大きな特徴として、トレヴァーはアップライトのベースをプレイし、エレキ・ベースもアンプも一切使用していない。また、バズやデイルもヴィンテージ物の楽器を使用するなど、古風なロックを目指している。
この他、バズとデイルが、元メンバーのマイク・ディラードを迎え、「結成当初と同じメンバー」という触れ込みで、不定期にライブを開催（ディラードは、サポート扱い）。2012年には、このメンバーで制作されたEP『1983』がリリースされた。このように、従来のヘヴィな作風にこだわらず、幅広い演奏スタイルを繰り広げた。
2013年より、ベースのジャレドが家庭を優先するため活動休止。それに伴い、バットホール・サーファーズのジェフ・ピンカスを迎えて活動。また、サイドギタリストとして、同バンドのポール・レアリーも、メルヴィンズのツアーにゲスト出演。
2014年、当時のライブ・ツアーでの編成で新アルバム『ホールド・イット・イン』をリリース。
2015年、11月に新木場STUDIO COASTで開催されたHostess Club Weekenderに出演。

## 音楽性
ブラック・フラッグのアルバム『マイ・ウォー』時代の攻撃的なパンク・ロック／ハードコア・パンクと、スワンズやフリッパー(FLIPPER)のようなノー・ウェイヴ的なノイズ・ロックからの影響が見られ、広義のヘヴィ・ロック、スラッジ・コア（広義のストーナーロック）に相似のアプローチをとる。しかし音楽に対しての彼らの特異な取り組みや、「Prick」や「Colossus of Destiny」などの作品に代表される悪ふざけ的でもあるユーモアにあふれた実験音楽的なアプローチは、特定のジャンルに分類することは難しい。バズ・オズボーンは彼らがよく比較されるブラック・サバスよりもブラック・フラッグのギターにより影響されていると明言している。非常に鈍重なテンポで引きずるようなタメを効かせたスラッジーなサウンドはシアトルを中心としたグランジのシーンに多大な影響を与えた。特にニルヴァーナやサウンドガーデンなどといった後にメインストリームを席巻するバンドに影響を垣間見ることができ、グランジの産みの親と言っても過言ではない。他にもクロウバーやアイヘイトゴッドといったスラッジの後続は無論、トゥール、マストドン、ニューロシス、、アイシスなど、テクニカルないしプログレッシヴなアプローチのバンドも含め、広いヘヴィ・ロックシーンにまで影響を与えている。日本のスラッジメタルバンド、BORISは『Bullhead』の収録曲"Boris"に由来する。

## エピソード

### ニルヴァーナとの関係
ドラマーのデイル・クローヴァーの出身地であるアバディーンに住んでいたカート・コバーンは、クローヴァーの良き友人であると同時に熱狂的なメルヴィンズのファンであった。きっかけは、カートが高校生の頃、バズと知り合ったことだった。カートは、バズからブラック・フラッグなどのレコードやカセットを貸してもらい、自身のギターの練習に活用していた。一時期、カートが結成していたバンド・フィーカル・マターで、ドラマーとして、デイルや、マイク・ディラード、ベースにオズボーンを迎えていた時期もある。しかし、バズがメルヴィンズとしての活動で忙しいこともあって、バンドは解散した。
また、メルヴィンズのコンサートにも、何回か機材を運ぶローディーとして参加したことがある。他にも、カートがベーシストとしてメルヴィンズのオーディションを受けたこともあるが、緊張のあまり、すべての曲を忘れてしまい不合格となっている。
その後も、メルヴィンズのメジャー・デビューアルバム『フーディーニ』の数曲のプロデュースを手掛けたほか、数曲ほどバック・ミュージシャンとして参加するなど、カートが亡くなるまでバンドとの親交は続いた。また、ドラムを務めていたデイヴ・グロールは、元々バズの知人であった。彼の紹介でニルヴァーナのドラムのオーディションに参加し、見事にメンバー入りを果たした。
他にも、バンドは、ニルヴァーナのライブでも何度か前座を務めていた。カートが亡くなる約一ヵ月前にミュンヘンで開催されたライブでも、前座として出演。このとき、舞台裏でカートから「これからはソロでやっていくつもりだ」と囁かれたという。一ヵ月後、カートが自殺を図り、皮肉にもこれがカートとバンドの最後のやり取りになってしまった。
1994年にリリースされたアルバム『Prick』は、元々カートの名前を冠するつもりでリリースする予定であったが、彼の突然の死を受けて、タイトルの変更を余儀なくされている。
後に、1999年にリリースしたアルバム『The Crybaby』では、彼らの代表曲であった「スメルズ・ライク・ティーン・スピリット」を、ゲスト・ボーカルにレイフ・ギャレットを迎えてカバーしている。

### 2度の大地震に遭遇
ニュージーランド・クライストチャーチの空港で、メンバーは2011年2月に発生したカンタベリー地震に遭遇している。その後日本の東京に滞在中、再度大きな地震の揺れに遭遇した。バンドのFacebook上で「2週間の間に2つの別の大陸で大きな地震に遭遇した」と語っている。

## メンバー
- バズ・オズボーン - ギター、ボーカル (1983年–)
- デイル・クローヴァー - ドラム、バッキングボーカル (1984年–)
- スティーヴン・マクドナルド - ベース、バッキングボーカル (2015年-) ※ジャレドの代役として不定期参加を経て正式メンバーへ昇格。

### 旧メンバー
- マイク・ディラード - ドラム (1983年–1984年、2008年–2009年 ※サポート・メンバーとして、2012年-2016年 ※「メルヴィンズ・1983」として)
- マット・ルーキン - ベース、バッキングボーカル (1983年–1987年)
- ロリー・ブラック - ベース (1987年–1991年、1992年–1993年)
- ジョー・プレストン - ベース、バッキングボーカル (1991年–1992年)
- マーク・デュートロム - ベース、ギター (1993年–1998年)
- ケヴィン・ラトマニス - ベース (1998年–2005年)
- ジャレド・ウォーレン - ベース、バッキングボーカル (2006年–2016年)
- コーディー・ウィリス - ドラム、バッキングボーカル (2006年–2016年)

### 過去のサポートおよびツアーメンバー
- クリス・ノヴォセリック - ベース (1984年)
- トム・フリン - ベース (1990年)
- デイヴ・サイダック - ベース (1993年)
- デイヴィド・スコット・ストーン - ギター (2000年–2001年)、ベース (2004年–2006年)
- アダム・ジョーンズ - ギター、ベース (1998年、2002年、2004年、2005年、2008年)
- ジェロ・ビアフラ - ボーカル (2004年–2005年、2008年)
- トレヴァー・ダン - ベース、ハッキングボーカル (2005年、2007年、2009年 (「ツアーメンバー」として、2011年-2015年 (「メルヴィンズ・ライト」として))
- ジェフ・ピンカス - ベース、バッキング・ボーカル (2013年-2018年) ※ジャレドの代役として不定期で参加。
- ポール・レアリー - ギター (2013年-2014年)

## ディスコグラフィ

### スタジオ・アルバム
- Gluey Porch Treatments (1987年、Alchemy Records)
- Ozma (1989年、Boner Records)
- Bullhead (1991年、Boner Records)
- Lysol (aka Melvins) (1992年、Boner Records)
- 『フーディーニ』 - Houdini (1993年、アトランティック・レコード)
- Prick (1994年、Amphetamine Reptile Records)
- 『ストーナー・ウィッチ』 - Stoner Witch (1994年、アトランティック・レコード)
- 『スタッグ』 - Stag (1996年、アトランティック・レコード)
- Honky (1997年、Amphetamine Reptile Records)
- The Maggot (1999年、イピキャック・レコーディングス)
- The Bootlicker (1999年、イピキャック・レコーディングス)
- The Crybaby (2000年、イピキャック・レコーディングス)
- Electroretard (2001年、Man's Ruin Records)
- 『ホスタイル・アンビエント・テイクオーヴァー』 - Hostile Ambient Takeover (2002年、イピキャック・レコーディングス)
- Pigs of the Roman Empire (2004年、イピキャック・レコーディングス) ※with ラストモード
- Never Breathe What You Can't See (2004年、Alternative Tentacles) ※with ジェロ・ビアフラ
- Sieg Howdy! (2005年、Alternative Tentacles) ※with ジェロ・ビアフラ
- (A) Senile Animal (2006年、イピキャック・レコーディングス)
- 『ヌード・ウィズ・ブーツ』 - Nude With Boots (2008年、イピキャック・レコーディングス)
- 『ザ・ブライド・スクリームド・マーダー』 - The Bride Screamed Murder (2010年、イピキャック・レコーディングス)
- 『フリーク・ピューク』 - Freak Puke (2012年、イピキャック・レコーディングス) ※メルヴィンズ・ライト名義
- 『エブリバディ・ラヴズ・ソーセージズ』 - Everybody Loves Sausages (2013年、イピキャック・レコーディングス)
- 『トレス・カブローネス』 - Tres Cabrones (2013年、イピキャック・レコーディングス) ※メルヴィンズ・1983名義
- 『ホールド・イット・イン』 - Hold It In (2014年、イピキャック・レコーディングス)
- 『スリー・メン・アンド・ア・ベイビー』 - Three Men and a Baby (2016年、サブ・ポップ) ※マイク＆ザ・メルヴィンズ名義
- 『ベーシズ・ローデッド』 - Basses Loaded (2016年、イピキャック・レコーディングス)
- 『ア・ウォーク・ウィズ・ラヴ・アンド・デス』 - A Walk with Love & Death (2017年、イピキャック・レコーディングス)
- 『ピンカス・アボーション・テクニシャン』 - Pinkus Abortion Technician (2018年、イピキャック・レコーディングス)
- 『ワーキング・ウィズ・ゴッド』 - Working with God (2021年、イピキャック・レコーディングス)
- 『ファイヴ・レッグド・ドッグ』 - Five Legged Dog (2021年、イピキャック・レコーディングス)
- 『バッド・ムーン・ライジング』 - Bad Moon Rising (2022年、イピキャック・レコーディングス)

### EP
- Six Songs (1986年)
- Eggnog (1991年)
- King Buzzo (1992年)
- Dale Crover (1992年)
- Joe Preston (1992年)
- Smash The State (2007年)
- Sludge Glamorous (2010年)
- Split with Isis (2010年)
- Hurray For Me, Fuk You (2010年)
- The Bulls and The Bees (2012年)
- 1983 (2012年)
- Gaylord (2013年)
- Bride of Crankenstein (2014年)
- Beer Hippy (2015年)
- Sabbath (2018年)

### ライブ・アルバム
- Your Choice Live Series Vol.12 (1991年)
- Alive at the Fucker Club (1998年)
- Live at Slim's 8-Track Tape (1998年)
- Colossus of Destiny (2001年)
- Millennium Monsterwork 2000 (2002年) w/Fantômas
- A Live History of Gluttony and Lust Houdini Live 2005 (2006年)
- The End (2008年)
- Melvins vs. Minneapolis (2008年)
- Pick Your Battles (2009年)
- Endless Residency (2011年) ※4CDボックスセット
- 『シュガー・ダディ・ライヴ』 - Sugar Daddy Live (2011年)
- Melvins Live at Third Man Records (2013年)

### コンピレーション・アルバム
- Singles 1–12 (1997年)
- The Trilogy Vinyl (2000年)
- 26 Songs (2003年)
- 『メルヴィンマニア - ザ・ベスト・オブ・ジ・アトランティック・イヤーズ 1993-1996』 - Melvinmania: Best of the Atlantic Years 1993–1996 (2003年)
- Neither Here nor There (2004年)
- Mangled Demos from 1983 (2005年)
- Manchild 3: The Making Love Demos (2007年)
- 『チキン・スイッチ』 - Chicken Switch (2009年)
- Cover Songs (2010年)
- Ipecac Box Set (2010年)
- 『ザ・ブルズ＆ザ・ビーズ＋エレクトロリタード』 - The Bulls and The Bees + Electroretard (2015年)